# Mont Okolchitsa
Le mont Okolchitza (en bulgare, Околчица) se trouve  dans la chaîne du Grand Balkan.
C'est sur le mont Okolchitsa, qu'a eu lieu la bataille finale d'Hristo Botev, le 2 juin 1876, meneur de l'insurrection bulgare contre les Ottomans.